# George Jackson (cầu thủ bóng đá, sinh 1987)
George Jackson dos Santos Souza, hay George Jackson (sinh ngày 5 tháng 1 năm 1987) là một cầu thủ bóng đá người Brasil thi đấu cho Armacenenses.

## Sự nghiệp câu lạc bộ
Anh ra mắt chuyên nghiệp tại Giải bóng đá hạng nhất quốc gia Síp cho Ayia Napa vào ngày 2 tháng 9 năm 2012 trong trận đấu trước Omonia.